# Billete de quinientas coronas islandesas
El billete de quinientas coronas islandesas es el de más baja denominación de la moneda islandesa. Tiene unas medidas de 145 x 70 mm. En julio de 2020, había 1 689 000 000 billetes en circulación, lo que supone el 2,3 % del total de las distintas denominaciones de papel moneda de corona islandesa.

## Características
El billete empezó a entrar en circulación en el año 1981, siendo rediseñado posteriormente en 2005. El color predominante es el rojo.
En el anverso se encuentra un retrato de Jón Sigurðsson, líder del movimiento que luchó por la independencia de Islandia. En el reverso se muestra a Jón Sigurdsson trabajando en su despacho, con un tapiz de fondo. En la esquina inferior derecha aparece la Escuela de Gramática de Rekiavik, sede del parlamento islandés en tiempos de Jón Sigurdsson.